# Ramón Bayés
Ramón Bayés Sopena (Barcelona, 29 de septiembre de 1930 - Barcelona, 7 de agosto de 2025) fue un psicólogo español. 
Introductor en España, junto a Josep Toro y Joan Massana, de los grandes autores de la psicología conductista y experimental (Pavlov, Skinner, Séchenov, Eysenck, Lúriya, etc.) a través de las colecciones de psicología de las editoriales Fontanella y Martínez Roca, fue, probablemente, el primer autor que publicó en español trabajos empíricos de psicología experimental animal en el campo del análisis experimental de la conducta a principios de los años setenta en Revista Latinoamericana de Psicología. Ha sido invitado en diversas ocasiones por universidades de México, Colombia y Venezuela.
Posteriormente, sus intereses evolucionaron hacia el campo de la psicología de la salud (oncología, sida, envejecimiento y cuidados paliativos) especializándose en el tema del sufrimiento al final de la vida.

## Biografía
Cursó estudios de psicología en la Universidad de Barcelona donde se doctoró en 1976 con la tesis «Contribución del análisis experimental de la conducta a la investigación de drogas psicotropas». Fue catedrático de la Universidad Autónoma de Barcelona desde 1983, y nombrado profesor emérito tras su jubilación (2002). 
Fue vicepresidente de la Sociedad Española Interdisciplinaria del sida (1988), cofundador de la Sociedad Catalano-Balear de Cuidados Paliativos (1989) y fue patrono de la Fundación Victor Grifols y Lucas de Bioética desde 1998 hasta 2015.

## Premios y distinciones
- Colegiado de Honor por los Colegios Oficiales de Psicólogos de Cataluña (2008) y de la Comunidad Valenciana (2010).
- Premio Pavlov (1995) concedido por la Sociedad Catalana de Investigación y Terapia Conductual por el conjunto de su obra.
- Doctor honoris causa en Psicología por la UNED (2009).
- La Societat Catalano-Balear de Psicologia (2005) instauró un premio con su nombre.
- Académico numerario por la Academia de Psicología de España (2015)
- Premio Jordi Gol Gurina (mayo de 2018) otorgado por la Academia de Ciencias Médicas y de la Salud de Cataluña y de Baleares en atención a su trayectoria profesional y humana.
- Premio Nacional de Psicología José Luis Pinillos (2023) otorgado por la Fundación Española para la Promoción y el Desarrollo Científico y Profesional de la Psicología por su trayectoria profesional a lo largo de la vida de un psicólogo español.
- Premio Cicely Saunders (2024) concedido por la Sociedad Española de Cuidados Paliativos por su extraordinaria labor e inigualable trayectoria en el compromiso y apoyo al desarrollo de Cuidados Paliativos en España.

## Obras
- Los ingenieros, la sociedad y la religión. Barcelona: Fontanella (1965)
- Una introducción al método científico en psicología. Barcelona: Fontanella (1974)
- Iniciación a la farmacología del comportamiento. Barcelona: Fontanella (1977)
- Psicología y medicina. Barcelona: Martínez Roca (1979)
- Introducción a la psicología jurídica (junto a L. Muñoz y F. Munné). México: Trillas.
- Psicología oncológica. Barcelona: Martínez Roca (1985)
- SIDA y psicología. Barcelona: Martínez Roca (1995)
- El apoyo emocional en hemofilia (junto a P. Arranz et al.). Madrid: Real Fundación Victoria Eugenia (1996)
- Psicología del sufrimiento y de la muerte. Barcelona: Martínez Roca (2001)
- Intervención emocional en cuidados paliativos (junto a P. Arranz, J. Barbero y P. Barreto). Barcelona: Ariel (2003)
- Comunicación en oncología clínica (junto a P. Arranz, J. Barbero y P. Barreto). Barcelona: Just in Time
- Afrontando la vida, esperando la muerte. Madrid: Alianza (2006)
- El reloj emocional. La gestión del tiempo interior. Barcelona: Alienta (2007)
- Vivir. Guía para una jubilación activa. Barcelona: Paidós (2009)
- El psicólogo que buscaba la serenidad: Sobre la felicidad y el sufrimiento. Barcelona: Plataforma Editorial (2010)
- Aprender a investigar, aprender a cuidar: Guía para estudiantes y profesionales de la salud. Barcelona: Plataforma Editorial (2012)
- Olvida tu edad. Barcelona: Plataforma Editorial (2016)
- Diarios de un pasajero de avión. Alcalá la Real, Jaén: Editorial PezSapo (2016)
- El reloj emocional: sobre el tiempo y la vida. Barcelona: Plataforma Editorial (2018)
- La primera vez y otras catástrofes (cuentos y narraciones imprevisibles). Sant Cugat del Vallés, Barcelona: Siglantana (2018)
- Un largo viaje por la vida. Barcelona: Plataforma Editorial (2020)
- La jungla de mi memoria. Barcelona: Plataforma Editorial (2023)

En la sala Ramón Bayés del departamento de Psicología Básica, Evolutiva y de la Educación de la Universidad Autónoma de Barcelona, se encuentran todos los libros escritos por él y asimismo algunos de los libros que han constituido su fuente documental.